# Haut-Bois
Ne doit pas être confondu avec Hautbois.
Haut-Bois est un hameau de la commune belge de Gesves située en Région wallonne dans la province de Namur.
Il fait partie de la section de Haltinne.

## Histoire
Le hameau de Haut-Bois (que la carte de Ferraris nomme Sur le Haut-Bois) était anciennement appelé la Haute-Commune, ce qui indique probablement que l'emplacement de cette localité était primitivement considéré comme un bien communal des habitants de Strud (cour dont dépendait Haut-Bois sous l'ancien régime). Ce statut devait déjà être tombé en désuétude au XVIe siècle, époque à laquelle des biens situés à la Haute-Commune peuvent être aliénés, ce qui est confirmé par le fait qu'on les trouve mentionnés dans des actes de transport. L'appellation de Haut-Bois, qui décrit probablement mieux l'évolution des lieux, apparaît à la fin du XVIIe siècle et finit par se substituer définitivement à la Haute-Commune dans le courant du siècle suivant.
Haut-Bois faisait partie de la commune de Haltinne avant la fusion des communes et ce depuis le XIXe siècle. Sous l'ancien régime, le hameau dépendait de la cour de Strud au temporel et de la paroisse de Maizeroulle au spirituel.

## Situation
Cette localité se situe sur un tige du Condroz (altitude de 257 m à l'église) entre les villages de Strud, Haltinne, Gesves et Faulx-les-Tombes. Elle est entourée au nord, à l'ouest et au sud par des espaces boisés.

## Patrimoine
L'église Saints Joseph et Antoine de Padoue est un édifice de style néo-classique construit entre 1902 et 1904 notamment grâce à un don du sénateur Théophile Finet et de son épouse. Un monument leur rend hommage derrière l’église ainsi qu’une plaque commémorative au fond de l’église. Un hêtre pourpre planté devant l'église en 1930 pour le centenaire de l'état belge a péri et, en 2009, le tronc mis à nu est devenu une sculpture surmontée d'une sphère due à Xavier Rijs.
À l'ouest de la localité, le château des Hautes-Arches de style néo-classique datant du XIXe siècle fut ravagé par un incendie dans la nuit du 18 au 19 décembre 1993. Il n'a jamais été reconstruit et est en ruine. L'accès est interdit.

## Source et lien externe
- « L'Administration communale de Gesves », sur La Commune de Gesves (consulté le 27 septembre 2020)